# Minobe Naohiko
Naohiko Minobe (sinh ngày 12 tháng 7 năm 1965) là một cầu thủ bóng đá người Nhật Bản.

## Sự nghiệp câu lạc bộ
Naohiko Minobe đã từng chơi cho Gamba Osaka và Kyoto Purple Sanga.